# Prescriptor
El prescriptor és aquella persona que influeix en la decisió de compra del consumidor, en aconsellar-li o prescriure-li el consum d'un determinat producte o servei com per exemple els metges, els mecànics, els professors, etc..
Són instrument específics de promoció de vendes destinats al prescriptor:
- Participacions en congressos.
- Seminaris i conferències.
- Regals.
- Documentació tècnica i catàlegs.
- Visites a fàbriques.
- Mostres.